# Kana (cantora)
MOON KANA (香奈) é uma cantora de Pop/Rock japonesa.

## Visual
Kana muda seu visual com freqüência e sempre carrega consigo um bichinho de pelúcia. Possui um estilo de cantar muito diferente, o que leva muitas pessoas a achar sua voz esquisita ao ouvi-la. Apesar de às vezes sua voz ser bem suave, ela alcança altos tons, mas muito desafinadamente, fazendo sua voz nem sempre parecer tão delicada. Seu som, no entanto, caracteriza-se por ser inovador. A cantora surpreende aos que acham que a aparência delicada influencia em sua música, que apresenta pegadas Punk e alguns mixes eletrônicos. Sua banda, formada por ela (vocal) , teve início em 2000 e incorporou-se ao J-Rock conquistando seu espaço. Moon Kana anunciou a mudança de seu nome de apenas "Kana" para "Moon Kana" em 2007.

### Tour
- 2012
  - 10 / Concert "MOON KANA", Spain : Madrid
  - 10 / Signing session, Austria : Spain : Madrid
  - 7 / Concert "MOON KANA", Austria : Wiener Neustadt
  - 7 / Signing session, Austria : Wiener Neustadt
- 2011
  - 10 / Concert "MOON KANA", Spain : Madrid
  - 10 / Signing session, Spain : Madrid
  - 10 / Concert "MOON KANA", Portugal : Oporto
  - 10 / Signing session, Portugal : Oporto
- 2010
  - 7,8 / Concert "MOON KANA", Germany : Bonn (Beethoven Hall)
  - 7,8 / Signing session, Germany : Bonn
  - 7 / Signing session, France : Paris
  - 4 / LIVE "MOON KANA Bunny LIVE", USA : Los Angeles
  - 4 / Signing session, USA : Los Angeles
- 2008
  - 2 / LIVE, Thailand : Bangkok
  - 2 / Signing session, Thailand : Bangkok
- 2007
  - 12 / a solo live tour "MOON KANA Bunny Tour in Europe",

(England : London,France : Paris,France : Strasbourg,Spain : Barcelona,Finland : Helsinki)
- - 12 / LIVE, France : Paris
  - 7 / a solo live "MOON KANA vip Party", France : Paris
  - 7 / Signing session, France : Paris
  - 2,3 / a solo live tour "MOON KANA Europe Tour",

(France : Paris,Germany : Munich,Finland : Helsinki,Sweden : Stockholm,October 2006 / LIVE , France : Paris) 
- 2006
  - 10 / LIVE , France : Paris
- 2004
  - 3 / a solo live "KANA", Japan : Harajuku (Astro Hall)
- 2003
  - 12 / a solo live "KANA", Japan : Harajuku (Astro Hall)
  - 8 / a solo live "KANA", Japan : Harajuku (Astro Hall)
  - 8 / in store live , Japan : Harajuku (HMV)
  - 7 / in store live , Japan : Shibuya (TOWER RECORDS)
- 2002
  - 12 / a solo live "KANA no Mori", Japan : Shibuya
  - 7 / a solo live "KANA no Mori", Japan : Shibuya
  - 7 / in store live "KANA", Japan : Harajuku (HMV)
  - 1 / LIVE, Japan : akasaka (akasaka BLITZ)
- 2001
  - 9 / in store live , Japan : Shibuya (TOWER RECORDS)
  - 9 / in store live , Japan : Harajuku (HMV)
  - 4 / LIVE, Japan : Shibuya (on air EAST)
  - 6 / a solo live "KANA no Mori", Japan : Shibuya
  - 2 / in store live , Japan : Shibuya (TOWER RECORDS)
- 2000
  - 12 / a solo live "KANA no Mori", Japan : Shibuya
  - 9 - 2 / in store live , all across japan : from Hokkaido to Okinawa (TOWER RECORDS, etc)
- before Debut
  - 4 / a solo live "KANA Doubutsuen", Japan : Shibuya (on air WEST)
  - in store live (101 times), Japan : around Tokyo (TOWER RECORDS and WAVE etc)

June 1998 - September 1999 / LIVE (6 times), Japan : Shibuya,Ebisu and Shimokitazawa

## Discografia

### MAXI Singles
- Hebi-Ichigo (蛇苺) - Released 9/21/2000
- Chimame (血まめ) - Released 2/21/2001
- Kuuchuu Buranko (空中舞乱孤) - Released 5/23/2001
- Niku (肉) - Released 11/21/2001
- Anzen Pin (安全ピン) - Released 7/24/2002

### Promotional Videos
- Hebi-Ichigo (蛇苺)
- Chimame (血まめ)
- Kuuchuu Buranko (空中舞乱孤)

### Álbuns
- Doubutsu-teki Ningen (動物的人間) - Released 9/21/2001
- Kikai-teki Ningen (機械的人間) - Released 9/26/2002
- Ningen-teki Ningen (人間的人間) - Released 7/23/2003
- Spade (スペード) - Released 2 de fevereiro de 2005
- Tsuki no Usagi (月の兎) - Released 7 de março de 2007